# Pabna

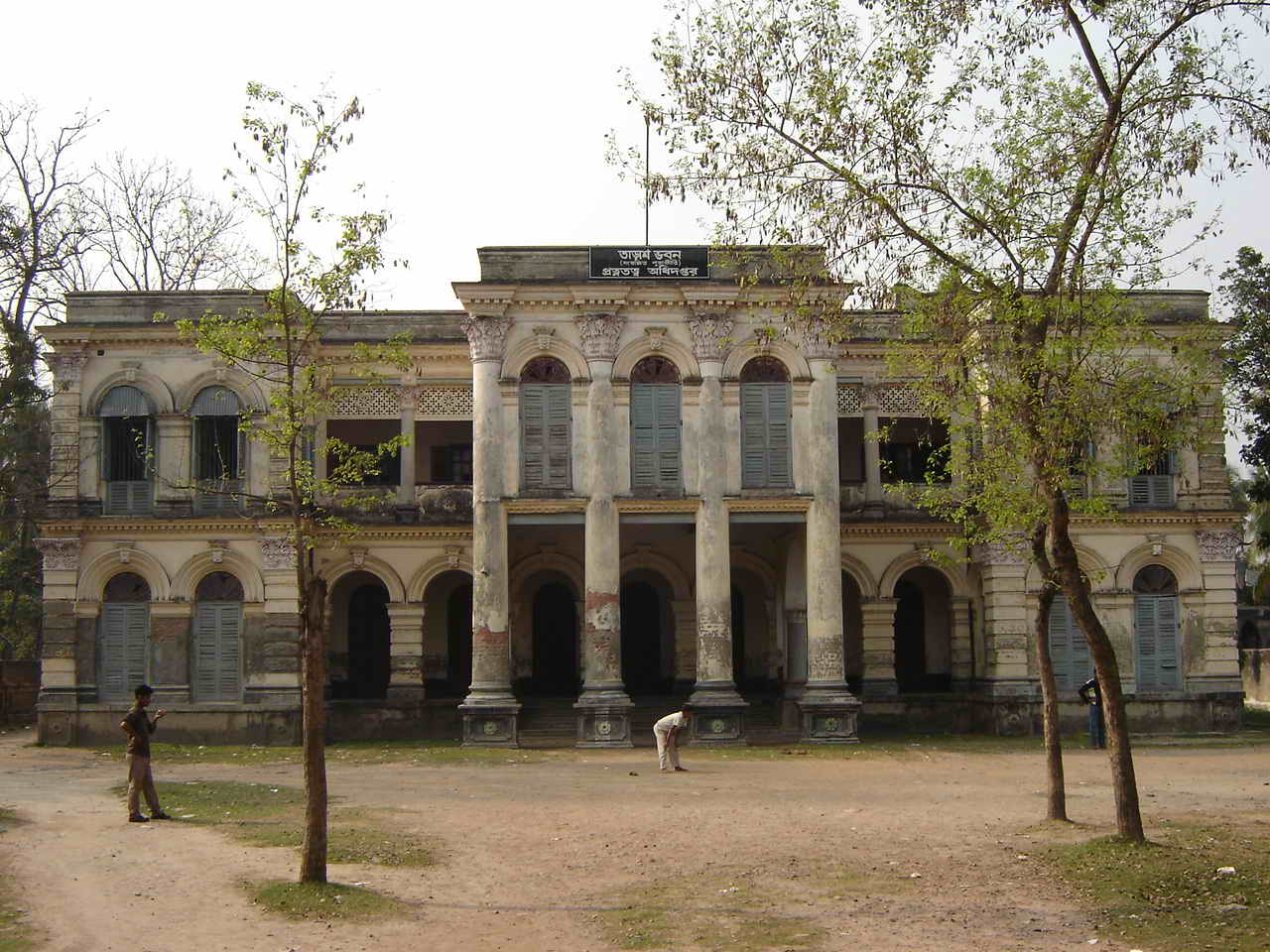
Äldre palats i Pabna.

Pabna är en stad i västra Bangladesh och är belägen i provinsen Rajshahi. Staden hade 144 442 invånare vid folkräkningen 2011, på en yta av 27,27 km². Pabna blev en egen kommun 1876.